# جايسون هيوز
جايسون هيوز (بالإنجليزية: Jason Hughes)‏ هو ممثل بريطاني، ولد في 1971 في المملكة المتحدة.

## وصلات خارجية
- جايسون هيوز على موقع IMDb (الإنجليزية)
- جايسون هيوز على موقع روتن توميتوز (الإنجليزية)
- جايسون هيوز على موقع ألو سيني (الفرنسية)
- جايسون هيوز على موقع أول موفي (الإنجليزية)
- جايسون هيوز على موقع كينوبويسك (الروسية)